# Liceo classico Giovanni Berchet

L'entrata del liceo negli anni '50

Il liceo ginnasio "Giovanni Berchet" di Milano è uno dei primi licei classici della città di Milano: nel 2011 è stato riconosciuto dall'UNESCO come primo liceo d'Italia per qualità d'insegnamento, e con tale motivazione il comune di Milano gli ha conferito l'Attestato di benemerenza civica il 7 dicembre 2011, in coincidenza con il centenario dalla fondazione. È situato dal 1911 in via della Commenda, al numero 26.
Il liceo possiede una biblioteca con oltre 25000 volumi, due aule di fisica-anatomia, un laboratorio di chimica, un museo dei minerali, un'esposizione permanente di animali imbalsamati e una parete per arrampicata. Tra le varie attività a cui partecipano gli studenti figurano l'orchestra, il coro e la compagnia teatrale del Berchet.

## Storia
Il liceo venne fondato il 24 ottobre 1911 per ragioni pratiche, in quanto il numero elevato degli studenti della borghesia milanese necessitava di un'ulteriore istituzione classica, che si aggiungesse ai licei "Beccaria", "Parini" e "Manzoni".

### Ventennio fascista

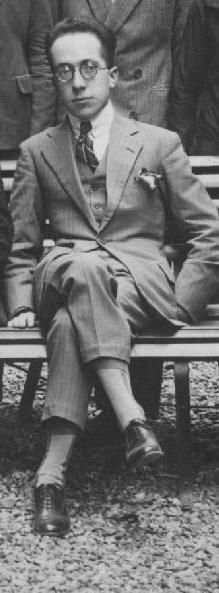
Mario Untersteiner al Liceo Berchet il 25 maggio 1927

Nel 1931 alcuni studenti si recarono in via Durini per applaudire il maestro Arturo Toscanini di ritorno da Bologna, dove si era rifiutato di eseguire gli inni fascisti. Nonostante questi fermenti, tutti i professori, con la sola eccezione di Mario Untersteiner, cui è da qualche anno intestata l'aula magna, aderirono al Partito Fascista.
Nel febbraio 2011 il liceo "Berchet" ha celebrato un evento commemorativo durante il quale, alla presenza del Sindaco Letizia Moratti, del cardinale Dionigi Tettamanzi e del rabbino capo di Milano Alfonso Arbib, sono stati conferiti diplomi simbolici a tutti gli ex-studenti ai quali venne negato, secondo le leggi razziali fasciste del 1938, il diritto di proseguire e concludere gli studi. Dal 1940 una sezione dell'edificio è occupata dall'attuale scuola secondaria di primo grado "Luigi Majno".

### Il dopoguerra
Dopo una reggenza affidata a Mario Untersteiner, divenne preside Yoseph Colombo, che resse l'istituto fino al 1967.
Nel 1954 Luigi Giussani vi insegnava religione e, in seguito ad alcuni seminari e a incontri avuti con gli studenti, fondò Gioventù Studentesca, il punto di partenza di quello che diventerà, nel 1969, il movimento di Comunione e Liberazione. Il liceo fu quindi un importante polo culturale di orientamento cattolico e fu oggetto, come lo è stato in tempi recenti, di discussione.

## Controversie
Nell'aprile del 2023 il liceo entra nelle cronache nazionali per i dati di abbandono dell'istituto, ossia, nell'anno scolastico 2022/23, 56 alunni - fatto attribuito a pratiche "oppressive e dispotiche" messe in luce da una lettera aperta firmata dagli studenti e sottoscritta dalle rappresentanze di diversi altri licei d'Italia.

## Il sito
Il sito internet dell'istituto, online fin dal novembre 1998, tra i vari servizi offre agli studenti una propria casella postale e un "pagellino" online dove poter controllare il proprio andamento scolastico.
Il liceo "Berchet" si è inoltre dotato di una versione locale del Perseus Project sviluppato dalla Tufts University di Boston.